# Carel van Mander
Carel van Mander ou Karel van Mander I (aussi connu comme: Carel van Mandere, Karel Van Mander et Carel Van Mander) (mai 1548 - 11 septembre 1606), peintre et écrivain flamand. Artiste maniériste de second ordre, Van Mander est surtout passé à la postérité pour avoir écrit Het Schilder-Boeck, un précieux recueil de biographies de peintres des anciens Pays-Bas et du Saint-Empire romain germanique.

## Biographie
Né à Meulebeke (près de Courtrai) en mai 1548, second fils du bailli Corneille van Mander, Carel van Mander fut envoyé étudier à Gand vers 1560. Refusant d'embrasser la carrière de commerçant en toile (métier pratiqué par son propre frère), Carel décida de se consacrer aux lettres et à la peinture. Il fut l'élève du peintre gantois Lucas de Heere entre 1564 et 1566 (année de la fuite de ce dernier en Angleterre) puis eut pour maître Pierre Vlerick à Courtrai (ville où il s'illustra comme poète au sein de la chambre de rhétorique) puis à Tournai.

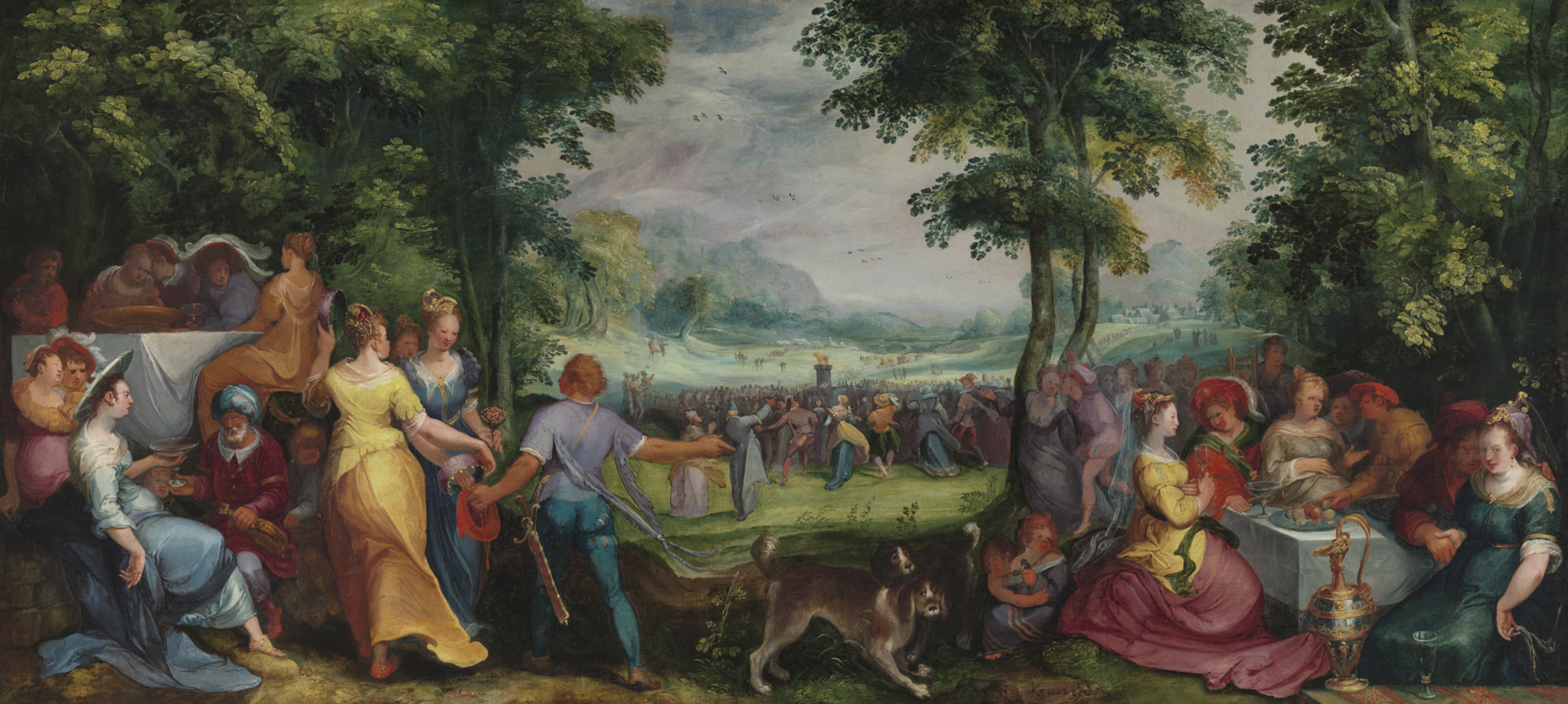
La Danse du veau d'or (1602).

Comme beaucoup de ses compatriotes, il alla parfaire sa formation en Italie. Il se rendit ainsi à Florence, où il rencontra Vasari (1573), et pratiqua l'art de la fresque à Terni (1574), avant de rejoindre Rome, où il peignit des grotesques et fit la connaissance d'un autre peintre flamand, Bartholomeus Spranger, avec lequel il se lia d'amitié (1574-1577). Après avoir travaillé avec ce dernier à la cour de Rodolphe II, il revint en Flandre en 1578 et y épousa Louise Buse, qui lui donna un fils, dès l'année suivante.
Chassée de Flandre par les troubles et par la peste, la famille s'installa temporairement (1580) puis définitivement (1583) à Haarlem, où Van Mander rencontra le graveur Hendrik Goltzius, le peintre Cornelis van Haarlem ainsi que le banquier Rauwaerts. Ensemble, ils fondèrent une académie de peinture bientôt renommée. À Haarlem, Van Mander s'affilia à la chambre de rhétorique De Witte Angieren.
Tout d'abord influencé par le maniérisme brillant de Spranger, Van Mander se tourna, à partir des années 1590, vers un style naturaliste prébaroque certainement redevable des recherches menées au sein de l'Académie de Haarlem. Il peignit également des Kermesses vers 1600 et eut Frans Hals pour élève à la même époque.

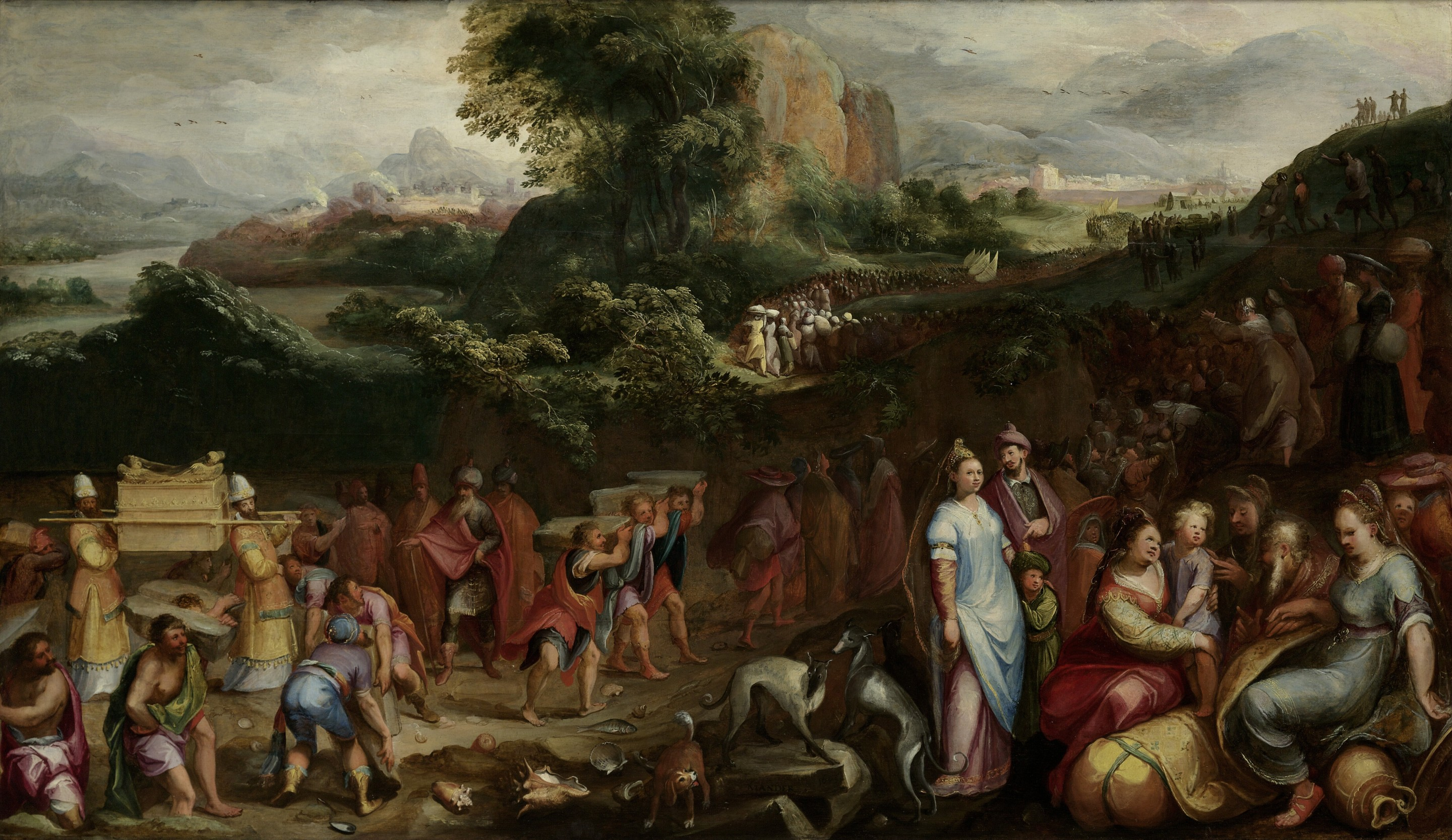
La traversée du Jourdain (1600)

Il mourut à Amsterdam en 1606, ville où il s'était installé en 1604 et où il avait édité, la même année, l'ouvrage qui devait faire de lui, plus de 70 ans avant Joachim von Sandrart, le premier historien des écoles du Nord.

## Het Schilder-Boeck: Le Livre des peintres

### Présentation et structure de l'ouvrage
Édité par Van Mander à Amsterdam en juillet 1604 puis publié à Haarlem chez Paschier van Wesbuch en décembre de la même année, l'ouvrage, intitulé Het Schilder-Boeck ("Le Livre de peinture" ou "livre des peintres") réunit en fait six textes différents :
1. Les Principes du très noble art de la peinture (dédiés au marchand de tableaux et collectionneur Melchior Wyngtis de Middelbourg, maître des monnaies de Zélande) qui contiennent des considérations esthétiques ;
2. La Vie des peintres célèbres de l'antiquité (dédiée au marchand amstellois Jacques Razet), une compilation de textes de Pline l'Ancien et d'Athénée ;

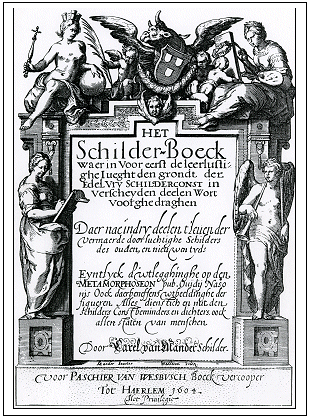
Frontispice de la première édition de l'ouvrage (1604).

1. La Vie des peintres italiens modernes (dédiée à Barthélémy Ferreris, marchand et collectionneur de Leyde), basée sur les travaux de Vasari (que Van Mander avait rencontré en Toscane vers 1573) ainsi que sur les souvenirs italiens de Van Mander ;
2. La Vie des plus illustres peintres des Pays-Bas et de l'Allemagne (dédiée à deux brasseurs et amateurs d'art de Haarlem, Jan Matthysz Ban et Cornelis Gerritsz Vlasman), qui est la partie la plus importante de l'ouvrage car elle contient 94 chapitres correspondant à une centaine de notices biographiques (de tailles inégales) sur les peintres flamands, néerlandais et allemands de la Renaissance ;
3. Les Éclaircissements des Métamorphoses d'Ovide (dédiés à Gédéon Fallet, secrétaire de la ville d'Amsterdam) ;
4. Une Description de statues antiques (dédiée au peintre Cornelis Ketel), consistant (comme le texte précédent) en une étude iconographique.

Le texte le plus important du point de vue de l'histoire de l'Art est bien entendu le quatrième, soit la Vie des plus illustres peintres des Pays-Bas et de l'Allemagne (Het Leven der doorluchtige Nederlandsche en Hoogh duytsche Schilders). Il est lui-même constitué de deux parties, la première (constituée de 71 chapitres) présentant la vie et l'œuvre d'artistes morts avant la publication de l'ouvrage, tandis que la seconde partie (constituée de 23 chapitres) concerne des peintres toujours vivants et actifs à cette même date.
Fruit de plusieurs années d'enquête, ce recueil de biographies reprend la démarche entreprise par Vasari dans ses Vite des peintres italiens de la Renaissance pour l'appliquer aux artistes du nord des Alpes. Les travaux de Van Mander semblent avoir été initiés par ceux de son premier maître, Lucas de Heere, qui aurait été l'auteur d'une Vie des peintres disparue, et par les Effigies (Anvers, 1572) de Dominique Lampson. Réponse patriotique à un Vasari affirmant la suprématie de la Renaissance italienne sur les autres écoles européennes, l'entreprise monumentale de Van Mander s'organise surtout autour de sa volonté de démontrer que les peintres allemands, hollandais et -surtout- flamands, remarquables dès l'époque des « Primitifs » (XVe siècle) par leur technique étonnante et leur maîtrise inégalable du portrait ou du paysage, n'ont fait que revivifier leur Art au contact des antiquités italiennes et des maîtres modernes de la péninsule.

### Biographies contenues dansHet Leven...
Première partie : Peintres (XVe et XVIe siècles) morts avant 1604
1. Hubert et Jan van Eyck
2. Roger de Bruges (distingué par erreur de Rogier van der Weyden, présenté au chapitre 8)
3. Hugo van der Goes
4. De plusieurs peintres, anciens et modernes (Hans Sebald Beham, Lucas Cranach, Israël de Meckenen, Martin Schongauer, Hans Memling, Gérard van der Meire, Gérard Horenbout, Liévin de Witte, Lancelot Blondeel, Jean Vereycke, Gérard David, Jan Sanders van Hemessen, Jean Mandijn, Volckert Claeszoon, Jean Singher, Jean van Elburg de Gueldre, Arnould de Beer, Jean Crans, L. van Noort, Michel Gast, Pierre Bom et Cornelis van Dalem)
5. Van Ouwater
6. Gérard de Saint-Jean
7. Dirk Bouts
8. Rogier van der Weyden
9. J. Cornelis
10. Albrecht Dürer
11. Engebrechtsz
12. Bernard van Orley
13. Lucas de Leyde
14. Jean le Hollandais
15. Quentin Matsys
16. Jérôme Bosch
17. C. Kunst
18. De Cock
19. Jean de Calcar
20. Pierre Koeck
21. Joachim Patinier
22. Henri de Bles
23. Lucas Gassel
24. Lombard
25. Hans Holbein le Jeune
26. Vermeyen
27. Jean de Mabuse
28. Joorisz
29. J. van Cleef
30. Heinrich Aldegraver
31. J. Swart
32. Les peintres malinois, dont Frans Verbeeck
33. J. Mostaert
34. De Weert
35. les van Cleef
36. Antonio Moro
37. De Backer
38. Jérôme et Matthias Cock
39. Key
40. Brueghel
41. Jan Scorel
42. Claeszoon
43. Bueckelaer
44. Frans Floris
45. Pieter Aertsen
46. Maarten van Heemskerck
47. Aertszoon
48. Hubert Goltzius
49. Pierre Vlerick
50. Bloklandt
51. Lucas de Heere
52. Jacques Grimmer
53. Corneille Molenaer
54. Pieter Balten
55. Van Lierre
56. Pieter et Frans Pourbus l'Ancien
57. Geeraerts
58. Christophe Schwartz
59. Michiel Coxcie
60. Barentsen
61. Lucas van Valckenborch et Martin van Valckenborgh
62. Hans Bol
63. François et Gillis Mostaert
64. Marinus van Reymerswaele
65. Henri van Steenwyck
66. De Ryckère
67. Gillis Congnet
68. Joris Hoefnagel
69. Arnold Mytens
70. Van Winghen
71. Maarten de Vos

Deuxième partie : Peintres actifs en 1604
1. Hans Vredeman de Vries
2. Jan van der Straet, dit Stradanus
3. Gillis van Coninxloo
4. Bartholomeus Spranger
5. Cornelis Ketel
6. Gortzius Geldorp
7. Michiel Jansz. van Mierevelt
8. Hendrik Goltzius
9. Hendrik Cornelisz. Vroom
10. Soens
11. Hans von Aachen
12. Pierre et Corneille De Witte
13. Mathieu et Paul Bril
14. Cornelis van Haarlem
15. Jacques de Gheyn le jeune
16. Van Veen
17. Jan Snellinck
18. Joachim Wtewael
19. Adam van Noort, Joos de Momper, Frans Badens
20. David Vinckboons
21. Divers artistes encore vivants (C. Floris, P. Moreelse, De Grebber, C. Claesz, Van Somer, Van der Voort, E. Krynsz, Ravensteyn, Druyvesteyn, De Mosscher, T. Ariaensz, Van der Heck, Monfort, Cluyt, J. Ariaensz et Hubert Tons)

## Œuvre picturale

### Tableaux

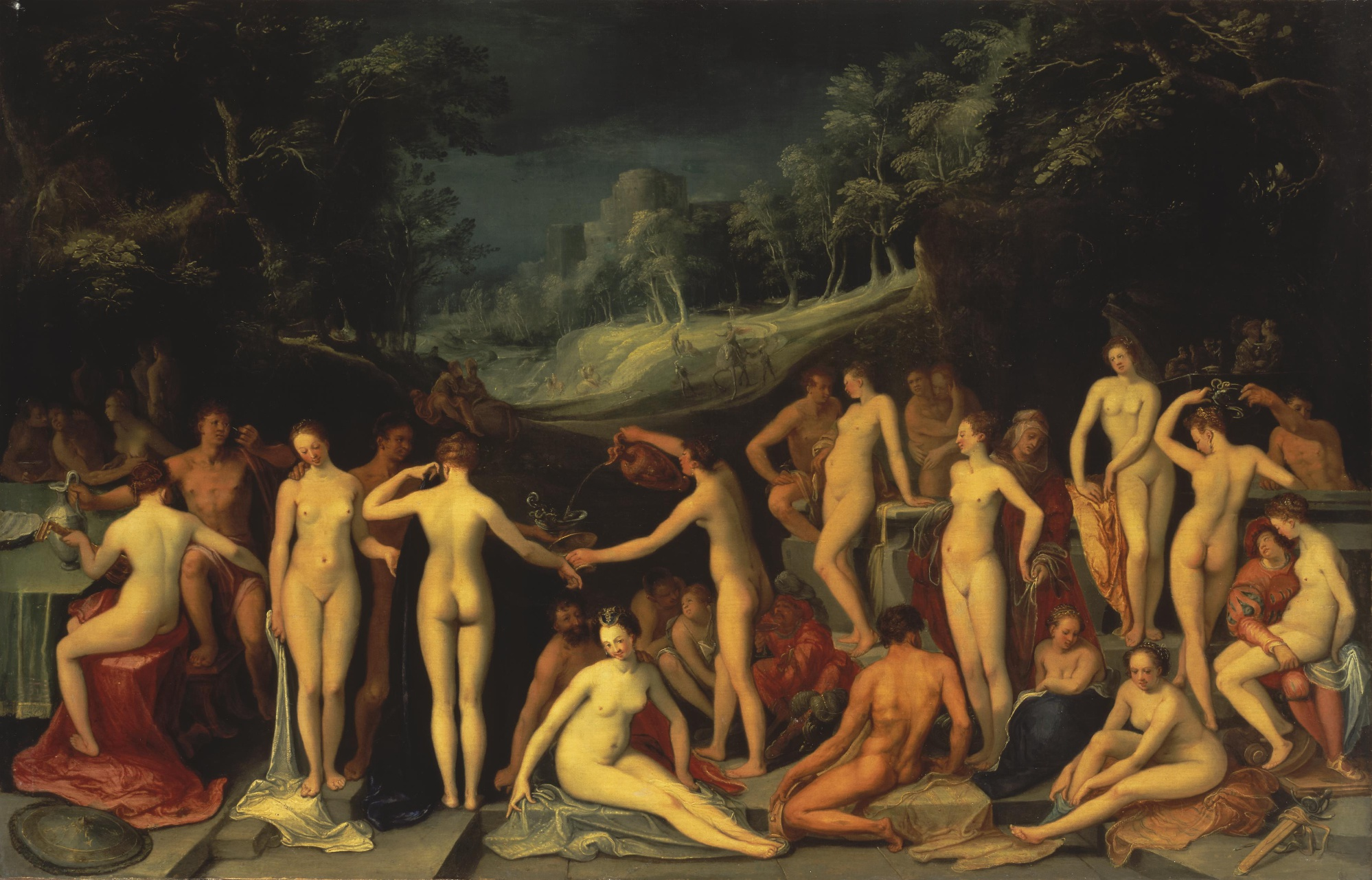
Le Jardin de l'Amour

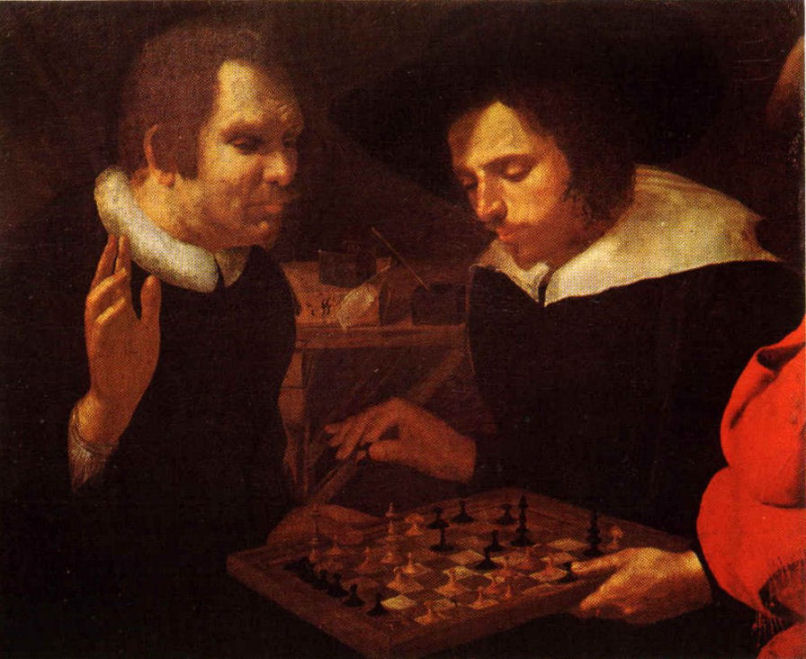
Ben Jonson et William Shakespeare jouant aux échecs, peinture attribuée à Carel van Mander (1603)

- La Décollation de sainte Catherine (1582), Courtrai, église Saint-Martin
- Le Déluge (v. 1583), Haarlem, Frans Hals Museum
- Le Jardin de l'Amour, Saint-Pétersbourg, musée de l'Ermitage
- L'Annonciation, Haarlem
- L'Adoration des bergers (v. 1596-98), Kiev
- La Prédication de saint Jean (1597), Hanovre
- L'Adoration des bergers (huile sur bois, 1598), Haarlem, Frans Hals Museum
- La Continence de Scipion (peinture sur cuivre, 1600, 44 × 79 cm), Amsterdam, Rijksmuseum[3]
- La Danse du veau d'or (1602), Haarlem, Frans Hals Museum
- Paysage avec personnages (huile sur toile, 26,5 × 24 cm), Musée des beaux-arts, Rouen. (Tableau attribué à l'artiste.)
- Ben Jonson et William Shakespeare jouant aux échecs (1603), localisation inconnue. (Tableau attribué à l'artiste.)

### Dessins
- Le Rapt d'Europe (1589) - Budapest
- Apollon et Daphnée (v. 1589) - Florence
- Pan et Syrinx (v. 1589) - Florence
- Kermesse (v. 1600) - Paris, École nationale des Beaux-Arts.
- Madeleine repentante - Londres
- Homme nu vu de dos - Amsterdam, coll. van Regteren-Altena
- Tête de femme - Haarlem, fondation Teyler

Outre les dessins à la plume ou au lavis conservés mentionnés ci-dessus, l'œuvre graphique de Van Mander nous est également connue par l'intermédiaire de gravures de J. Matham, J. Saenredam et J. de Gheyn.